# Сабо, Матьяш
Матьяш Сабо (венг. Szabo Matyasр. 19 августа 1991) — немецкий фехтовальщик-саблист, этнический венгр, чемпион мира, двукратный чемпион Европы.

## Биография
Родился в 1991 году в семье румынских фехтовальщиков: его отец Вилмош Сабо и мать Река Сабо в своё время были призёрами Олимпийских игр. В 1993 году семья переехала в Германию. Так как они были этническими венграми, то Матьяш вырос, зная венгерский, немецкий и английский языки, но не зная ни слова по-румынски. Поэтому, достигнув совершеннолетия в 2009 году, он предпочёл принять немецкое гражданство. Выступая за Германию, он в 2010 году стал чемпионом мира и Европы среди юниоров.
В 2012 году стал бронзовым призёром чемпионата Европы. В 2014 году стал чемпионом мира и бронзовым призёром чемпионата Европы. В 2015 году стал чемпионом Европы и бронзовым призёром чемпионата мира. В 2018 году Матьяш в составе национальной сборной занял третье место на чемпионате Европы в командном турнире, а через год стал двукратным чемпионом континента в этом виде программы.